# Plana (Bośnia i Hercegowina)
Plana (cyr. Плана) – wieś w Bośni i Hercegowinie, w Republice Serbskiej, w gminie Bileća. W 2013 roku liczyła 35 mieszkańców.